# Without the Pain
Without the Pain (englisch Ohne den Schmerz) ist das zweite Studioalbum des US-amerikanischen Gitarristen Mark Morton, das am 11. April 2025 bei Snakefarm Records erschien.

## Entstehung
Mark Mortons erstes Soloalbum Anesthetic war noch eher im Hard Rock und Heavy Metal angesiedelt. Für sein zweites Solowerk orientierte er sich an seinen musikalischen Wurzeln im Southern Rock, Blues und Americana. In einem Interview erklärte Morton, dass ihm sein erstes Soloalbum „das Selbstvertrauen gab, ein Album zu machen, dass wirklich die Musik reflektiert, die er am meisten mag und am häufigsten zu Hause hört“. Produziert wurde das Album von Josh Wilbur. Für das Lied Brother wurde ein Musikvideo veröffentlicht.
Als Gastsänger sind die Country-Musiker Cody Jinks und Travis Denning, Jaren Johnston von der Band The Cadillac Three, Matt James von der Band Blacktop Mojo, Charlie Starr von der Band Blackberry Smoke, Tyler Bryant von der Band Tyler Bryant & The Shakedown, Troy Sanders von der Band Mastodon und Neil Fallon von der Band Clutch zu hören. Darüber hinaus steuerten Jason Isbell und Grace Bowers Gitarrensoli bei. Das Lied The Needle and the Spoon ist eine Coverversion. Das Original ist von Lynyrd Skynyrd. 

## Titelliste
| Nr. | Titel                    | Gesang                                      | Gitarre      | Länge |
| --- | ------------------------ | ------------------------------------------- | ------------ | ----- |
| 1   | Hell & Back              | Jaren Johnston (The Cadillac Three)         |              | 3:06  |
| 2   | Brother                  | Cody Jinks                                  |              | 3:20  |
| 3   | Without the Pain         | Matt James (Blacktop Mojo)                  |              | 2:56  |
| 4   | Kite String              | Travis Denning                              |              | 2:57  |
| 5   | Come December            | Charlie Starr (Blackberry Smoke)            | Jason Isbell | 5:02  |
| 6   | Dust                     | Cody Jinks                                  | Grace Bowers | 3:36  |
| 7   | Forever in the Light     | Tyler Bryant (Tyler Bryant & The Shakedown) |              | 4:34  |
| 8   | Nocturnal Sun            | Troy Sanders (Mastodon)                     |              | 3:21  |
| 9   | The Needle and the Spoon | Neil Fallon (Clutch)                        |              | 3:50  |
| 10  | Home                     | Travis Denning                              |              | 4:17  |

## Rezensionen
Ronny Bittner vom deutschen Magazin Rock Hard bezeichnete Without the Pain wegen dem „knackigen Songwriting und einfühlsamen Vocals als eines der stärksten Southern-Rock-Scheiben der letzten Jahre“. Die Coverversion beschrieb Bittner als „mitreißend“ und als „Sahnehäubchen“. Bittner vergab neun von zehn Punkten. Björn Backes vom Onlinemagazin Powermetal.de beschrieb das Album als „authentisch klingende Hommage an den Sound seiner Jugend, den man ihm nicht zugetraut hätte“. In Sachen Southern Rock und Country wäre Without the Pain „einer der lukrativsten Deals der aktuellen Saison“, wofür Backes 8,5 von zehn Punkte vergab. Thomas Possert vom Onlinemagazin Stormbringer hingegen kritisierte, dass man sich „einige Songs hätte sparen können“ und „eher auf eine EP mit den vier besten Songs hätte setzen sollen“. Er vergab 2,5 von fünf Punkten.